# I mali del secolo
I mali del secolo (укр. «Біди століття») — студійний альбом італійського співака та кіноактора Адріано Челентано, що вийшов 5 травня 1972 року на LP під лейблами «Clan Celentano» і «Ariola».

## Про альбом
Платівка «I mali del secolo», вийшла 5 травня 1972 року та стала дуже важливою у творчості Адріано Челентано — всі пісні альбому, за винятком першої («Ready Teddy»), написав він сам.
До альбому увійшли 8 треків, які містили нові пісні, в жанрах поп, рок-н-рол, шансон і рок. Платівка вийшла накладом 1.100.000 копій і посіла 4 позицію у чарті Італії 1972 року.
У записі альбому взяли участь двоє музикантів з неапольського гурту «Il Balletto di Bronzo» — Джанні Леоне (клавішні) та Джанкарло Стінга (ударні) і співачка Джуні Руссо. Аранжування створили Нандо Де Лука та Натале Массара. Продюсером альбому став близький друг співака Мікі Дель Прете.
Перший трек альбому є кавер-версією англійською мовою американського всесвітньо відомого хіта «Ready Teddy» (1956), який написали Роберт Блеквел і Джон Мараскалько, ця пісня входила до репертуару Літла Річарда. Виконанням пісні «Ready Teady» Челентано висловлював свою прихильність до рок-н-ролу. Цю пісню Челентано раніше виконував у фільмі Федеріко Фелліні «Солодке життя» (1960). Надалі вона неодноразово виконувалася Челентано на різних телепередачах. 
У більшості пісень альбому співак озвучив гострі соціальні проблеми, які можна назвати «бідами століття» (що послужило назвою платівки) — корупцію, спекуляцію, наркотики, забруднення навколишнього середовища, критикував урбанізацію населення й інше. Пісня «La siringhetta» («Шприц») присвячена проблемам наркоманії, а «L'ultimo degli uccelli» («Останній з птахів») — проти вбивства птахів і тварин. До платівки увійшла композиція «La ballata di Pinocchio», присвячена персонажу популярної італійської казки Піноккіо, яка також вийшла окремою платівкою як сингл. Найуспішнішою піснею альбому стала «Un albero di trenta piani» («Тридцятиповерхове дерево»), яка посіла 5 позицію у італійському чарті. У пісні критикувалося будівництво хмарочосів — як приклад подавалася будівля у 30 поверхів «Pirelli» у Мілані (на обкладинці платівки Адріано зображений на тлі цієї споруди). Також вийшла іспаномовна версія цієї пісні — «Un arbòl de 30 pisos», яка стала дуже популярною у країнах Латинської Америки та в Іспанії.
У тексті пісні «Disse» піднімається релігійна тема — Челентано звертається від імені Бога до людей, також вона виконувалась співаком наживо у 1997 році на 23-му Євхаристичному конгресі у Болоньї, католицького церковно-духовного зібрання, в присутності Івана Павла II.
Перший куплет останньої композиції платівки — «Quel signore del piano di sopra» виконувався вигаданою мовою співака — «челентанескою», а другий — італійською. Тривалість кожної частини твору 2:39 хвилини, в його створенні, окрім Челентано, взяли участь Лучано Беретта і Мікі Дель Прете. Того ж року вийшла ще одна пісня Челентано — «Prisencolinensinainciusol», яка також виконувалася «челентанескою».
Обкладинка альбому зображувала чорно-білу фотографію Адріано Челентано в навушниках, що сидить в центрі мініатюрного мегаполісу. На тлі — бліде сонце і чорне небо. Спочатку альбом випускався на LP-платівках в Італії, Німеччині і Туреччині. З 1987 року почали виходити перевидання альбому на CD. Всього чотири пісні з альбому випускалися як сингли на LP: «La Ballata Di Pinocchio» — в Італії та Іспанії, «Un Albero Di 30 Piani» і «Forse Eri Meglio Di Lei» — на одній платівці в Італії, Австрії, Німеччині, Югославії та Іспанії (разом з «Reddy Teddy» на другій стороні).

## Трек-лист
LP
Сторона «A»
| #  | Назва                                                  | Автор                            | Тривалість |
| -- | ------------------------------------------------------ | -------------------------------- | ---------- |
| 1. | «Ready Teddy»                                          | Роберт Блеквел, Джон Мараскалько | 3:07       |
| 2. | «Un albero di trenta piani» (Тридцятиповерхове дерево) | Адріано Челентано                | 4:01       |
| 3. | «Forse eri meglio di lei» (Мабуть ти була краще)       | Адріано Челентано                | 5:25       |
| 4. | «La ballata di Pinocchio» (Баллада про Піноккіо)       | Адріано Челентано                | 6:46       |

Сторона «Б»
| #     | Назва                                                                | Автор                                              | Тривалість |
| ----- | -------------------------------------------------------------------- | -------------------------------------------------- | ---------- |
| 5.    | «Disse» (Скажи)                                                      | Адріано Челентано                                  | 4:21       |
| 6.    | «La siringhetta» (Шприц)                                             | Адріано Челентано                                  | 4:37       |
| 7.    | «L'ultimo degli uccelli» (Остання птаха)                             | Адріано Челентано                                  | 4:46       |
| 8.    | «Quel signore del piano di sopra» (Той сеньйор з останнього поверху) | Адріано Челентано, Лучано Беретта, Мікі Дель Прете | 5:17       |
| 38:24 |                                                                      |                                                    |            |

## Творці альбому
- Адріано Челентано — вокал; текст і музика;
- Джанні Леоне — клавішні;
- Джанкарло Стінга — ударні;
- Нандо Де Лука, Натале Массара — аранжування;
- Мікі Дель Прете — продюсер.

## Ліцензійне видання

### Альбом
| Назва                                 | Лейбл                                     | Маркування         | Країна    | Рік      |
| ------------------------------------- | ----------------------------------------- | ------------------ | --------- | -------- |
| I Mali Del Secolo (LP, Album)         | Clan Celentano                            | BFML-LP 701        | Італія    | 1972     |
| I Mali Del Secolo (Cass)              | Clan Celentano                            | NASM 38            | Італія    | 1972     |
| I Mali Del Secolo (LP, Album)         | Ariola                                    | 86 263 IT          | Німеччина | 1972     |
| I Mali Del Secolo (LP, Album, RE)     | Leone                                     | BF ML-LP.1006      | Туреччина | 1978     |
| I Mali Del Secolo (CD)                | Clan Celentano                            | CDS 6067           | Італія    | 1987     |
| I Mali Del Secolo (CD, Album, RE, RM) | Clan Celentano                            | 9031 70201-2       | Італія    | 1991     |
| I Mali Del Secolo (CD, Album, RE, RM) | Clan Celentano                            | 9031 70201-2 YG    | Німеччина | 1991     |
| I Mali Del Secolo (LP, Album, RE)     | Clan Celentano                            | 9031 70201-1       | Італія    | 1991     |
| I Mali Del Secolo (CD, Album)         | Clan Celentano                            | CLCD 314132        | Італія    | 1995     |
| I Mali Del Secolo (CD, Album, RE)     | Clan Celentano                            | SP 60842           | Італія    | 1995     |
| I Mali Del Secolo (CD, Album, RE)     | Clan Celentano, BMG                       | 74321 31413 2      | Європа    | 1995     |
| I Mali Del Secolo (CD, Album, RE)     | Sony Music, Clan Celentano                | 4971522, CLN 20112 | Італія    | 2002     |
| I Mali Del Secolo (CD, Album, RE)     | Clan Celentano, Arnoldo Mondadori Editore | CLN 2084-CCC       | Італія    | 2011     |
| I Mali Del Secolo (CD, Album, RE, RM) | Clan Celentano                            | 3259130004977      | Італія    | 2012     |
| I Mali Del Secolo (Cass, Album)       | Clan Celentano                            | 497152 4           | Україна   | невідомо |

### Сингли з альбому
| Назва                                                       | Лейбл                | Маркування         | Країна    | Рік  |
| ----------------------------------------------------------- | -------------------- | ------------------ | --------- | ---- |
| La Ballata Di Pinocchio/I Will Drink The Wine (7")          | Clan Celentano       | BF-70022           | Італія    | 1972 |
| La Ballata Di Pinocchio/I Will Drink The Wine (7", Single)  | Ariola               | 11509 A            | Іспанія   | 1972 |
| Un Albero Di 30 Piani/Forse Eri Meglio Di Lei (7", Mono)    | Clan Celentano       | BF-70018           | Італія    | 1972 |
| Un Albero Di 30 Piani/Forse Eri Meglio Di Lei (7", Single)  | Ariola               | 12 188 AT          | Австрія   | 1972 |
| Un Albero Di 30 Piani/Forse Eri Meglio Di Lei (7", Single)  | Ariola               | 12 188 AT          | Німеччина | 1972 |
| Un Albero Di 30 Piani/Forse Eri Meglio Di Lei (7", Jukebox) | Clan Celentano       | JBBF 70018         | Італія    | 1972 |
| Un Albero Di 30 Piani/Forse Eri Meglio Di Lei (7", Single)  | Suzy, Clan Celentano | BF-70018, BF 70018 | Югославія | 1972 |
| Un Árbol De 30 Pisos/Reddy Teddy (7", Single)               | Ariola               | 10677-A            | Іспанія   | 1972 |